# Championnat de France de rugby-fauteuil
Ne doit pas être confondu avec Championnat de France de rugby à XIII en fauteuil roulant.
Le championnat de France de rugby-fauteuil, nommé Nationale 1, est une compétition annuelle mettant aux prises les cinq meilleurs clubs de rugby-fauteuil en France. Le premier titre de champion de France est décerné en 2009.
Il existe également un championnat de France de Nationale 2 et championnat de France de Nationale 3.

## Historique
Le Stade toulousain rugby handisport (STRH) est pionnier du rugby fauteuil français, qu’il importe en 2003. La discipline se développe en France sous l'impulsion de la Coupe du monde de rugby 2007. La 1re édition du championnat de France se déroule en 2009.

## Palmarès
- 2009 : Stade toulousain rugby handisport
- 2010 : Stade toulousain rugby handisport
- 2011 : Stade toulousain rugby handisport
- 2012 : Les Mambas de Carquefou[3]
- 2013 : Les Mambas de Carquefou[3]
- 2014 : Stade toulousain rugby handisport
- 2015 : Stade toulousain rugby handisport
- 2016 : Stade toulousain rugby handisport
- 2017 : Stade toulousain rugby handisport[4],[5]
- 2018 : CAPSAAA Paris[5]
- 2019 : Stade toulousain rugby handisport[5],[6]
- 2020 : Edition annulée du fait de la pandémie de Covid-19
- 2021 : Edition annulée du fait de la pandémie de Covid-19
- 2022 :Stade toulousain rugby handisport
- 2023 :Stade toulousain rugby handisport

## Dernières éditions

### Saison 2014-2015
La dernière journée de la saison de déroule à Carquefou les 17 et 18 janvier 2015 et le classement final de la saison est finalisé lors de cette journée :
| Class. | Club                    | Points |
| ------ | ----------------------- | ------ |
| 1      | STRH de Toulouse        |        |
| 2      | Les Mambas de Carquefou |        |
| 3      | CAPSAAA Paris           |        |
| 4      | Rugby club de Roubaix   |        |
| 5      | ASM de Clermont-Ferrand |        |

### Saison 2015-2016
La dernière journée de la saison de déroule le 27 mai 2016 et le classement final de la saison est finalisé lors de cette journée, :
| Class. | Club                    | Points |
| ------ | ----------------------- | ------ |
| 1      | STRH de Toulouse        |        |
| 2      | CAPSAAA Paris           |        |
| ?      | ASM de Clermont-Ferrand |        |
| ?      | Les Mambas de Carquefou |        |

### Saison 2016-2017
La dernière journée de la saison de déroule à Clermont-Ferrand les 29 et 30 avril 2017 et le classement final de la saison est finalisé lors de cette journée, :
| Class. | Club                    | Points |
| ------ | ----------------------- | ------ |
| 1      | STRH B de Toulouse      | 20     |
| 2      | STRH A de Toulouse      | 18     |
| 3      | CAPSAAA Paris           | 16     |
| 4      | ASM de Clermont-Ferrand | 16     |
| 5      | Les Mambas de Carquefou | 10     |

### Saison 2017-2018
La dernière journée de la saison de déroule à ... et le classement final de la saison est finalisé lors de cette journée :
| Class. | Club             | Points |
| ------ | ---------------- | ------ |
| 1      | CAPSAAA Paris    |        |
| ?      | STRH de Toulouse |        |
| ?      |                  |        |
| ?      |                  |        |
| ?      |                  |        |

### Saison 2018-2019
La dernière journée de la saison de déroule à ... et le classement final de la saison est finalisé lors de cette journée :
| Class. | Club             | Points |
| ------ | ---------------- | ------ |
| 1      | STRH de Toulouse |        |
| ?      |                  |        |
| ?      |                  |        |
| ?      |                  |        |
| ?      |                  |        |

## Organisation

### Format de la compétition
| \| CAPSAAA Paris Stade toulousain · rugby handisport Les Mambas · de Carquefou Rugby fauteuil ASM Black Chairs de Nuits-Saint-Georges \| Localisation des principaux clubs engagés dans le championnat. |
| CAPSAAA Paris Stade toulousain · rugby handisport Les Mambas · de Carquefou Rugby fauteuil ASM Black Chairs de Nuits-Saint-Georges                                                                      |

### Équipes engagées pour la saison 2023-2024
- ASM de Clermont-Ferrand
- Black Chairs de Nuits-Saint-Georges
- CAPSAAA Paris
- Les Leones (Espagne)
- Mambas de Carquefou
- Stade toulousain rugby handisport

### Trophée
Le club vainqueur de la Nationale 1 se voit décerner le titre de champion de France et reçoit le bouclier de Catusse.